# Ylla
Ylla (nascuda Camilla Koffler; Viena, 16 d'agost de 1911 – Bharatpur, Índia, 30 de març de 1955), fou una fotògrafa hongaresa que es va especialitzar en fotografia animal. En el moment de la seva mort era considerada de manera general la fotògrafa d'animals més competent del món.

## Biografia
Koffler va néixer a Viena, Àustria, de pare romanès i mare croata, tots dos nacionalitzats hongaresos. Quan tenia vuit anys va ingressar en un internat alemany a Budapest, Hongria. El 1926, l'adolescent Koffler es va reunir amb la seva mare a Belgrad, Iugoslàvia, on va estudiar escultura amb l'escultor iugoslau italià Petar Pallavicini, a l'Acadèmia de Belles Arts; va trobar que el seu nom de Camilla era el mateix que en serbi per a "camell" (камила, kamyla), i aleshores se'l va canviar per "Ylla".

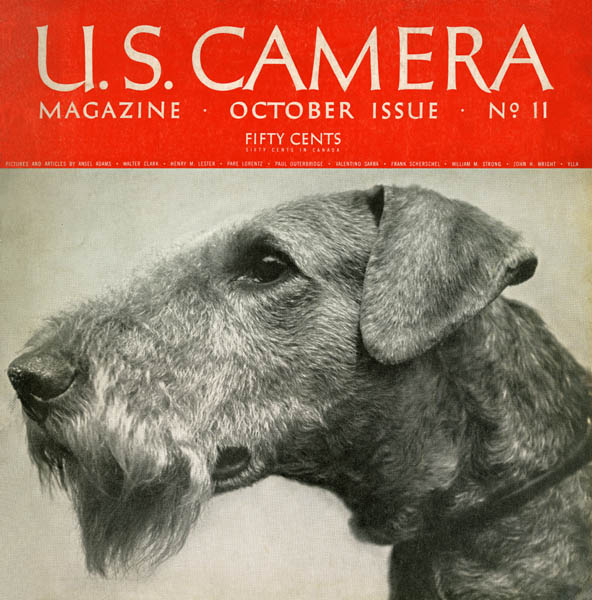
U.S. Càmera, octubre de 1940

El 1929 Ylla va rebre un encàrrec per a una escultura en baix relleu per a una sala de cinema de Belgrad. El 1931 s’havia traslladat a París, França, on va estudiar escultura a l'Académie Colarossi i va treballar com a retocadora de fotos i ajudanta del fotògraf Ergy Landau.
Al 1932, Ylla va començar a fotografiar animals; va exhibir la seva feina a la Galerie de La Pléiade, i va obrir un estudi per fotografiar animals de companyia. El 1933 fou presentada a Charles Rado i esdevingué membre fundadora de l'agència de premsa RAPHO.
El 1940, el Museu d’Art Modern de Nova York va enviar el seu nom al Departament d’Estat dels Estats Units demanant un visat d'entrada; va immigrar als Estats Units el 1941.
El 1952, Ylla viatjà a Àfrica, i el 1954 va anar a l'India per primer cop.
L'any 1953, quan es trobava a Cap Cod, en ruta amb avió, amb la seva mare, l'avió es va quedar sense combustible i es va estavellar. Ylla, atrapada sota l’aigua, va lluitar per alliberar-se i va poder arribar a la superfície. Va ser rescatada per un pescador mentre que la seva mare es va ofegar.
El 1955, Ylla va resultar mortalment ferida després de caure d'un jeep mentre fotografiava una cursa de carros de bous durant les festes de Bharatpur, al nord de l'Índia. Les darreres fotografies que va fer es van publicar al número de la revista Sports Illustrated del 14 de novembre de 1955.

## La pel·lículaHatari! inspirada en Ylla
La seva dedicació com a fotògrafa d'animals va inspirar el famós director i productor de cinema, Howard Hawks, que va fer que el seu guionista, Leigh Brackett, canviés el guió per crear un dels personatges principals basat en Ylla per a la seva superproducció Hatari!. Hawks va dir: "Vam prendre aquesta part de la història d'un personatge real, una noia alemanya. Era la millor fotògrafa d'animals del món". El personatge de la pel·lícula Anna Maria "Dallas" D'Alessandro és una fotògrafa que treballa en un zoo i va ser interpretada per l'actriu Elsa Martinelli.

## Obra (selecció)
- 1937 Chiens par Ylla/Ylla's Dog Fancies, Jules Supervielle (París: OET d'Edicions/London: Methuen Editors)
- 1937 Chats par Ylla, Paul Léautaud (París: OET d'Edicions)
- 1938 Animal Language, Julian Huxley (London: Country Life Press; New York: Grosset & Dunlop; 2nd ed. 1964)
- 1944 They All Saw It, Margaret Wise Brown (Nova York: Harper & Brothers)
- 1947 The Sleepy Little Lion, Margaret Wise Brown (Nova York: Harper & Brothers)
- 1947 Le Petit Lion, Jacques Prévert (Paris: Arts et Métiers Graphiques)
- 1950 Tico-Tico, Niccolo Tucci (Nova York: Harper & Brothers); 1952: Georges Ribemont-Dessaignes (Paris: Libraire Gallimard)
- 1950 O Said the Squirrel, Margaret Wise Brown (London: Harvill Press)
- 1950 Des Bêtes..., Jacques Prévert (Lausanne: Edition Jean Marguerat; Paris: Libraire Gallimard)
- 1950 Animals, Julian Huxley (Nova York: Hastings House; London: Harvill Press)
- 1952 The Duck, Margaret Wise Brown (Nova York: Harper & Brothers; London: Harvill Press)
- 1953 Animals in Africa, L.S.B. Leakey (Nova York: Harper & Brothers; London: Harvill Press; Paris: Robert Delpire/Revue Neuf; Hamburg: Christian Wegner)
- 1956 Twee kleine beertjes = Deux petits ours, Paulette Falconnet (Brussel ; Amsterdam : Elsevier)
- 1958 Animals in India (Lausanne: La Guilde du Livre/Clairefontaine; New York: Harper & Brothers)